# Pușkove, Holovanivsk
Pușkove (în ucraineană Пушкове) este localitatea de reședință a comunei Pușkove din raionul Holovanivsk, regiunea Kirovohrad, Ucraina.

## Demografie
Componența lingvistică a localității Pușkove
     Ucraineană (94,34%)
     Română (3,17%)
     Rusă (2,49%)
Conform recensământului din 2001, majoritatea populației localității Pușkove era vorbitoare de ucraineană (94,34%), existând în minoritate și vorbitori de română (3,17%) și rusă (2,49%).